# الغرباء (مسلسل)
الغرباء، هو مسلسل تراثي كويتي أنتج عام 1984، من بطولة غانم الصالح وعبد الرحمن العقل وحياة الفهد وميعاد عواد.

## البطولة
- غانم الصالح بدور «كامل الأوصاف»
- حياة الفهد بدور «أمينة أم حسام»
- أحمد الصالح بدور «العم سالم»
- عبد الرحمن العقل بدور «مرجان»
- ميعاد عواد بدور «هند/الفارس الملثم»
- زينب الضاحي بدور «زليخة»
- عبد الإمام  عبد الله بدور «جاسر»
- صالح حمد بدور «شاه بندر التجار»
- حمد ناصر بدور «خبير الصبغ»
- سمير القلاف بدور «أنيس»
- خليل زينل بدور «القصاب سليمان»
- علي جمعة بدور «خميس»
- جاسم الصالح بدور «أدهم»
- حسين الحداد بدور «الوالي»
- إيمان العبيدي بدور «ياسمينة»
- عبد الله السلمان بدور «حسن»
- جمال الردهان بدور «رئيس الجند»
- فهد النجار بدور «حسام»

## هوامش
- المسلسل معروف على النطاق العام باسم «كامل الأوصاف».

- سيناريو المسلسل عند كتابته كان مختلف عن ما ظهر، حيث إن شخصية «الفارس الملثم» كان منفصل عن شخصية «هند»، حيث إن عبد الرحمن العقل كان مرشحًا لشخصية الفارس الملثم، إلا إنه فضل شخصية «مرجان»، فقامت ميعاد عواد بالطلب بأداء الشخصيتين وذلك بمجهود شخصي منها وكان لها ما أرادت، حيث دمجت الشخصيتين بشخصية «هند» لتصبح هي من يتنكر بشخصية «الفارس المثلم».
- عند بدأ التحضير للمسلسل كان المرشح الأول للقيام بالبطولة بشخصية «كامل الأوصاف» هو خالد العبيد خصوصًا إنه كان بطل هذه النوعية من الأعمال خلال السنوات السابقة للمسلسل، إلا إنه اعتذر لعدم رغبته بالتكرار، واختير بعدها غانم الصالح لتأدية خذا الدور. كما إن شخصية «جاسر» رشح لها علي المفيدي الذي اعتذر هو أيضًا وحل مكانه عبد الإمام عبد الله.